# شارلي موسوندا
شارلي موسوندا قالب:Lang-mul (و. 1996  م) هو لاعب كرة قدم، من بلجيكا، ولد في بروكسل، مركز لعبه هو لاعب وسط.

## وصلات خارجية
- شارلي موسوندا على موقع الاتحاد الأوربي (الإنجليزية)
- شارلي موسوندا على موقع الاتحاد البلجيكي (الإنجليزية)
- شارلي موسوندا على موقع قاعدة بيانات كرة القدم.إي يو (الإنجليزية)
- شارلي موسوندا على موقع ليكيب (الفرنسية)
- شارلي موسوندا على موقع Soccerbase.com (لاعب) (الإنجليزية)
- شارلي موسوندا على موقع Soccerway.com (الإنجليزية)
- شارلي موسوندا على موقع عالم كرة القدم.نت (الإنجليزية)
- شارلي موسوندا على موقع AS.com (الإسبانية)